# Борисівка (колонія, Новоград-Волинська міська рада)
Борисівка (Борисівка Броницька, Березівка, пол. Borisówka Bronicka, рос. Борисовка Броницкая) — колишня колонія у Романівецькій волості Новоград-Волинського повіту Волинської губернії та Кам'яномайданській, Марушівській і Миколаївській сільських радах Новоград-Волинського, Соколовського районів, Новоград-Волинської міської ради Волинської округи і Київської області. Розміщувалася за 22 км від Новограда-Волинського (Звягеля).

## Населення
В кінці 19 століття в колонії нараховувалося 155 мешканців та 24 двори, за іншими даними — 153 мешканці та 12 дворів.
У 1906 році в поселенні налічувалося 183 жителів, дворів — 17, у 1911 році — 203 мешканці.
Станом на 1923 рік нараховано 54 двори та 307 мешканців.

## Історія
В кінці 19 століття — колонія Романівецької волості Новоград-Волинського повіту, за 20 верст від повітового міста.
У 1906 році — колонія Романівецької волості (2-го стану) Новоград-Волинського повіту Волинської губернії. Відстань до повітового центру, міста Новоград-Волинський, становила 20 верст, до волосного центру, с. Романівка — 10 версти. Найближче поштово-телеграфне відділення розташовувалося в Новограді-Волинському.
У 1911 році в колонії був паровий млин, Пулавським належало 618 десятин землі.
У 1923 році увійшла до складу новоствореної Кам'яномайданської сільської ради, котра, від 7 березня 1923 року, включена до складу новоутвореного Новоград-Волинського району Житомирської (згодом — Волинська) округи. Розміщувалося за 16 верст від районного центру, м. Новоград-Волинський, та 1 версту — від центру сільської ради, с. Кам'яний Майдан.
23 лютого 1924 року, відповідно до рішення Волинської ГАТК «Про зміни меж округів, районів та сільрад» (протокол № 7/2), колонію включено до складу новоствореної Марушівської німецької національної сільської ради Новоград-Волинського району. 28 березня 1928 року передана до складу Миколаївської сільської ради Новоград-Волинського району. 20 червня 1930 року, в складі сільської ради, включена до Соколовського німецького району, 15 вересня 1930 року — до складу Новоград-Волинського району Волинської округи, 1 червня 1935 року — до складу Новоград-Волинської міської ради Київської області.
Знята з обліку населених пунктів до 1 жовтня 1941 року.